# Tata Daewoo Commercial Vehicle
Tata Daewoo Commercial Vehicle (kurz TDCV) ist ein südkoreanischer Nutzfahrzeughersteller, der zum indischen Automobilkonzern Tata Motors gehört.

## Geschichte
In Folge der Asienkrise erfolgte 2002 die Ausgründung der Nutzfahrzeugsparte als Daewoo Commercial Vehicle Co. aus dem Konzern Daewoo Motors. 2004 wurde diese von Tata Motors übernommen. Tata ist seitdem weltweit der sechstgrößte LKW-Hersteller.

## Modellchronik

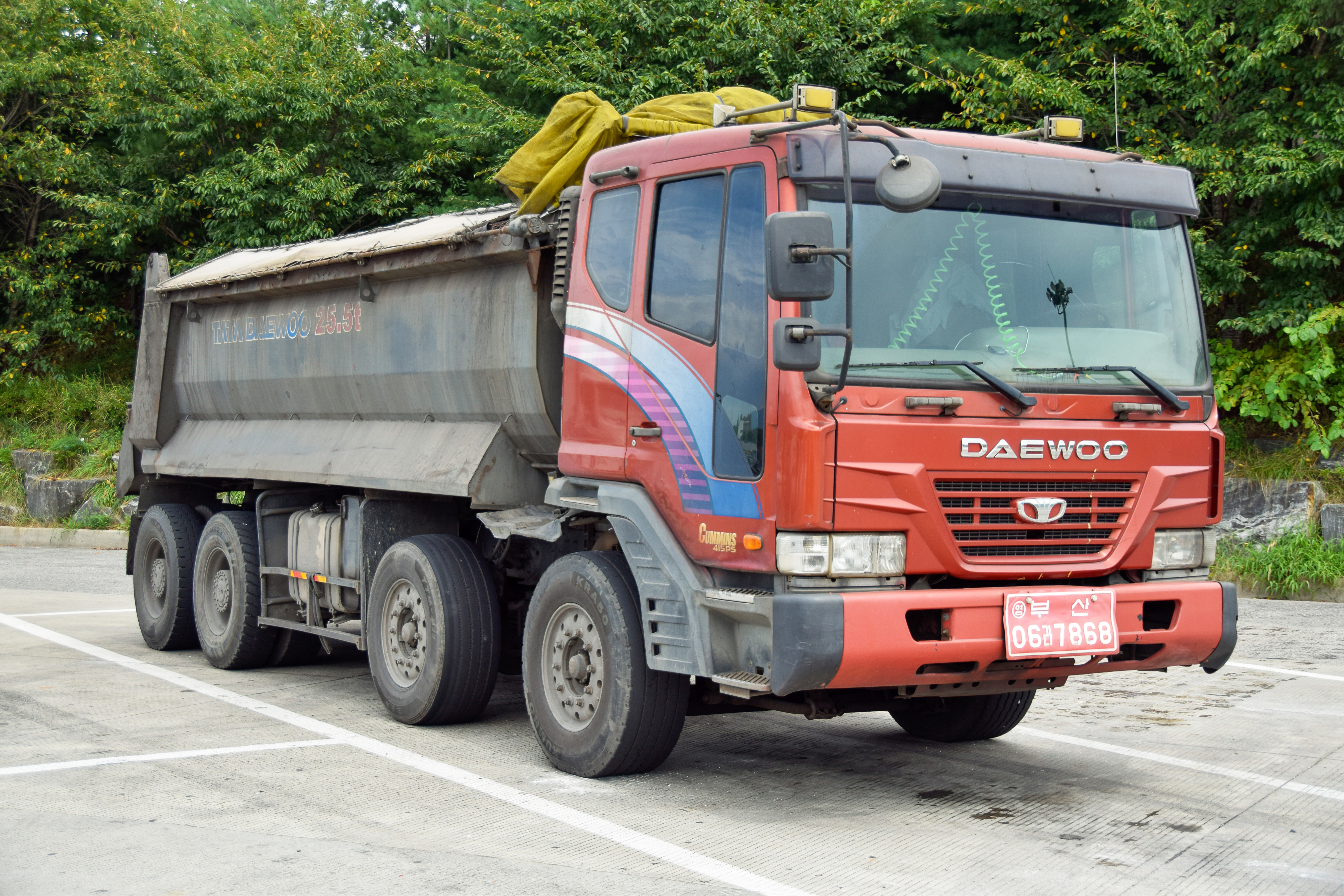
Tata Daewoo Novus 8×4

- GMK / Chevrolet / Isuzu Truck (GM Korea Motor Company, 1971)
- SMC Truck (Saehan Motor Company, 1976)
- Elf (Saehan Motor Company, 1976)
- Daewoo Truck (Daewoo Motor Company, 1983)
- Elf New Model (Daewoo Motor Company, 1986)
- Daewoo Truck New Model (Daewoo Motor Company, 1986)
- Daewoo Truck Super New Model (Daewoo Motor Company, 1993)
- Daewoo Chasedae Truck (Daewoo Motor Company, 1995)
- Daewoo Novus Truck (Tata Daewoo, 2004)